# Ильинский сельский округ (Орехово-Зуевский район)
Ильинский сельский округ — упразднённая административно-территориальная единица, существовавшая на территории Орехово-Зуевского района Московской области в 1994—2006 годах.
Ильинский сельсовет был образован в первые годы советской власти. По данным 1923 года он входил в состав Ильинской волости Егорьевского уезда Московской губернии.
В 1925 году к Ильинскому с/с были присоединены Внуковский, Поминовский и Цаплинский сельсоветы, но уже 16 ноября 1926 года Поминовский и Цаплинский с/с были выделены обратно.
В 1926 году Ильинский с/с включал деревни Внуковская, Ильинский Погост, Пичурино, Поминово, Цаплино и Юрятино.
В 1929 году Ильинский сельсовет вошёл в состав Куровского района Орехово-Зуевского округа Московской области. При этом к нему был присоединён Поминовский с/с.
14 июня 1954 года к Ильинскому с/с были присоединены Сенькинский и Слободищенский сельсоветы.
22 июня 1954 года из Ильинского с/с в Беззубовский было передано селение Внуково.
3 июня 1959 года Куровской район был упразднён и Ильинский с/с вошёл в Орехово-Зуевский район.
1 февраля 1963 года Орехово-Зуевский район был упразднён и Ильинский с/с вошёл в Орехово-Зуевский сельский район. 11 января 1965 года Ильинский с/с был возвращён в восстановленный Орехово-Зуевский район.
3 февраля 1994 года Ильинский с/с был преобразован в Ильинский сельский округ.
8 апреля 2004 года к Ильинскому с/о были присоединены Абрамовский и Беззубовский с/о.
В ходе муниципальной реформы 2004—2005 годов Ильинский сельский округ прекратил своё существование как муниципальная единица. При этом все его населённые пункты были переданы в сельское поселение Ильинское.
29 ноября 2006 года Ильинский сельский округ исключён из учётных данных административно-территориальных и территориальных единиц Московской области.